# Зутермер
Зутермер (хол. Zoetermeer) је град у западном делу Холандије који административно припада покрајини Јужна Холандија. Он је седиште општине која захвата површину од 37,05 km² од чега је 2,50 km² под водом. 2013. године у граду је живело 123.328 становника.

## Етимологија
Назив насеља у холандском језику означава "слатководно језеро", а односи се на некадашње језеро северно од града које је обновљено 1614. године. Због тога што се име буквално преводи као "слатко језеро", локални становници назвали су Зутермер "Град слатководног језера".

## Историја
У 10. веку Зутермер је био мало село првенствено насељено пољопривредницима и рибарима. У 13. веку формирано је средиште села које још увек постоји као историјски Дорпстрат (хол. Dorpsstraat). До 17. века, на простору данашњег града, постојало је језеро под именом Зутермер. Подсетник на њега је језеро у рекреативној зони краја који се назива Норд а (хол. Noord Aa), који се налази на северној периферији града. Ово је вештачко језеро створено у басену који је настао узимањем тона песка које су биле потребне да би се поставили темељи за развој новог стамбеног насеља. Простор на коме је створено језеро био је добар извор овог ресурса (песка).
До 1935. године некадашње средиште села поделило се на два села, Зутермер и Зехвард (хол. Zegwaard). У то време говорило се да је животни стандард виши у Зутермеру него у Зехварду. Данас постоји крај који се назива Сехварт (хол. Seghwaert) и представља заправо старији начин писања назива Зехвард. Овај крај налази се изван средишта некадашњег села.
Са доласком железничког саобраћаја, око 1868. године, започео је незнатан раст насеља. Неколико деценија касније, у близини станице, почела је са радом фабрика Нумико. Прави раст насеља почео је 1966. године. Тада је почела изградња нових четврти око старог средишта села јер је ту било хитне потребе за изградњом кућа за људе из околине Хага. Од тог периода Зутермер почиње да израста у градско насеље.

## Становништво
Зутермер је 1950. године имао 6.392 становника. У граду је 2013. године живело 123.328 становника. Он је трећи град по величини на основу броја становника у провинцији Јужна Холандија, после Ротердама и Хага. Постао је део конурбације која је формирана око Хага.
| 1980.  | 1990.  | 2000.   | 2008.   |
| ------ | ------ | ------- | ------- |
| 63.832 | 96.292 | 109.941 | 119.584 |

## Градови побратими
- Њитра
- Хинотега
- Сјамен
- Одорхеју Секујеск